# Moments
「Moments」（モーメンツ）は、日本の歌手・浜崎あゆみの32ndシングル。2004年3月31日にavex traxより発売。

## 解説
シングルとしては前作「No way to say」以来、約5か月振りのリリースとなる。
初登場1位、累計30.3万枚。
自身初の「CDのみ」、「CD＋DVD」の2形態で販売を行った。
本作で同年の「NHK紅白歌合戦」に6度目の出場を果たした。

## 収録曲

### CD
1. Moments "Original Mix" [5:28]
作詞：ayumi hamasaki / 作曲：Tetsuya Yukumi / 編曲：HIKARI
コーセー「VISÉE」CMソング
2. Moments "Acoustic Piano Version" [5:33]
編曲：Shingo Kobayashi
3. Moments "Flying humanoid Mix" [6:45]
Remixed by CMJK
4. Moments "Original Mix -Instrumental-" [5:29]

### DVD
1. Moments (video clip)

## 収録アルバム
- Moments
  - 『MY STORY』
  - 『A BEST 2 -WHITE-』
  - 『A COMPLETE 〜ALL SINGLES〜』
  - 『A BALLADS 2』

## 収録ライブ映像
- Moments
  - 『ayumi hamasaki ARENA TOUR 2003-2004 A』
  - 『ayumi hamasaki ARENA TOUR 2005 A 〜MY STORY〜』
    - 『A 50 SINGLES 〜LIVE SELECTION〜』
    - 『ayumi hamasaki BEST LIVE BOX A』(A BEST 2 -WHITE- TRACK LIST LIVE)
    - 『A BALLADS 2』

  - 『a-nation'04』(A COMPLETE 〜ALL SINGLES〜)
  - 『ayumi hamasaki COUNTDOWN LIVE 2009-2010 A 〜Future Classics〜』
  - 『ayumi hamasaki 〜POWER of MUSIC〜 2011 A』(2011.6.4 横浜アリーナ)
  - 『ayumi hamasaki Just the beginning -20- TOUR 2017 2018.2.20 Okinawa Convention Center』(TROUBLE)
  - 『第55回NHK紅白歌合戦』(A BALLADS 2)
  - 『ayumi hamasaki COUNTDOWN LIVE 2022-2023 A ～Remember you～』(ayumi hamasaki 25th Anniversary LIVE)